# Aserac (Alt Loira)
Azérat és un municipi francès situat al departament de l'Alt Loira i a la regió d'Alvèrnia-Roine-Alps. L'any 2007 tenia 265 habitants.

## Demografia

### Població
El 2007 la població de fet d'Azérat era de 265 persones. Hi havia 108 famílies de les quals 32 eren unipersonals (20 homes vivint sols i 12 dones vivint soles), 36 parelles sense fills, 32 parelles amb fills i 8 famílies monoparentals amb fills.
La població ha evolucionat segons el següent gràfic:
Habitants censats

### Habitatges
El 2007 hi havia 169 habitatges, 116 eren l'habitatge principal de la família, 33 eren segones residències i 20 estaven desocupats. 167 eren cases i 1 era un apartament. Dels 116 habitatges principals, 98 estaven ocupats pels seus propietaris, 16 estaven llogats i ocupats pels llogaters i 2 estaven cedits a títol gratuït; 2 tenien una cambra, 1 en tenia dues, 12 en tenien tres, 38 en tenien quatre i 63 en tenien cinc o més. 73 habitatges disposaven pel capbaix d'una plaça de pàrquing. A 46 habitatges hi havia un automòbil i a 54 n'hi havia dos o més.

### Piràmide de població
La piràmide de població per edats i sexe el 2009 era:
| Homes | Edats   | Dones |
| ----- | ------- | ----- |
| 0     | 95 o +  | 0     |
| 0     | 90 a 94 | 0     |
| 8     | 85 a 89 | 0     |
| 8     | 80 a 84 | 4     |
| 8     | 75 a 79 | 20    |
| 16    | 70 a 74 | 4     |
| 4     | 65 a 69 | 4     |
| 0     | 60 a 64 | 4     |
| 8     | 55 a 59 | 4     |
| 16    | 50 a 54 | 8     |
| 4     | 45 a 49 | 4     |
| 12    | 40 a 44 | 4     |
| 12    | 35 a 39 | 12    |
| 12    | 30 a 34 | 20    |
| 8     | 25 a 29 | 4     |
| 0     | 20 a 24 | 4     |
| 8     | 15 a 19 | 0     |
| 8     | 10 a 14 | 0     |
| 8     | 5 a 9   | 28    |
| 0     | 0 a 4   | 8     |

## Economia
El 2007 la població en edat de treballar era de 171 persones, 128 eren actives i 43 eren inactives. De les 128 persones actives 116 estaven ocupades (64 homes i 52 dones) i 12 estaven aturades (4 homes i 8 dones). De les 43 persones inactives 19 estaven jubilades, 16 estaven estudiant i 8 estaven classificades com a «altres inactius».

### Ingressos
El 2009 a Azérat hi havia 113 unitats fiscals que integraven 268 persones, la mediana anual d'ingressos fiscals per persona era de 15.326,5 €.

### Activitats econòmiques
Dels 6 establiments que hi havia el 2007, 1 era d'una empresa extractiva, 1 d'una empresa de construcció, 2 d'empreses de comerç i reparació d'automòbils i 2 d'empreses d'hostatgeria i restauració.
Dels 2 establiments de servei als particulars que hi havia el 2009, 1 era un guixaire pintor i 1 restaurant.
L'any 2000 a Azérat hi havia 15 explotacions agrícoles que ocupaven un total de 549 hectàrees.

## Equipaments sanitaris i escolars
El 2009 hi havia una escola elemental.

## Poblacions més properes
El següent diagrama mostra les poblacions més properes.